# Mørtel
 Der er for få eller ingen kildehenvisninger i denne artikel, hvilket er et problem. Du kan hjælpe ved at angive troværdige kilder til de påstande, som fremføres i artiklen.

Mørtel er et materiale, som anvendes i murværk for at fylde mellemrummene mellem stenene med henblik på at holde dem sammen til en fast konstruktion. Stenene kan være natursten, mursten osv.
Mørtel er en blanding af sand, et pulveriseret bindemateriale (kalk eller cement eller blandinger heraf) og vand, som bliver påført som en pasta, og som så tørrer og bliver hårdt.
Den tidligste kendte mørtel blev anvendt af de gamle ægyptere, og den blev lavet af gips, som blev blandet med vand og sand – og var ret blød.
Kalkmørtel med brændt kalk (CaO) som bindemiddel blev opdaget omkring 4000 f.Kr., dvs. den tid hvor de store ægyptiske pyramider blev bygget.
Brændt kalk (CaO) bliver fremstillet ved at varme kalksten (CaCO3) op. Herved frigives fossil-CO2-gas, og resultatet er CaO. Når CaO senere blandes med vand, dannes hydreret eller læsket kalk, som under processen frigiver varme (exoterm) og langsomt tørrer til fast Ca(OH)2. Læsket kalk er normalt temmelig plastisk og derfor let at arbejde med. Med tiden reagerer læsket kalk med luftens CO2. Derved gendannes CaCO3, mens der frigives vand under hele processen. Kalkmørtel blev anvendt overalt i verden, specielt i Romerske bygninger i det meste af Europa og Afrika. 
Cementmørtel blev udviklet af romerne, men blev ikke særligt udbredt i Europa indtil det 18. århundrede, og den afløste først kalkmørtel i 1930. Kalkmørtel er langsommere til at hærde, men er mere fleksibel, hvilket gør det bedre egnet til "bløde" gamle mursten. Cementmørtel er mindre gennemtrængelig, hårdere og mere anvendelig med moderne hårde mursten.  